# Xanthostemon verus
Xanthostemon verus là một loài thực vật có hoa trong Họ Đào kim nương. Loài này được (Roxb.) Peter G.Wilson miêu tả khoa học đầu tiên năm 1990.